# 風連町
風連町（ふうれんちょう）は、北海道上川支庁管内、上川郡にあった町。
2006年（平成18年）3月27日に名寄市と合併し、廃止された。廃止後は合併特例区が置かれたが、期限満了により2011年（平成23年）3月26日 限りで廃止されている。

## 地理
- 名寄盆地の中央にあり、天塩川とその支流・フーレベツ川の合流点に町が広がっている。

### 隣接している自治体
- 上川支庁
  - 士別市
  - 名寄市
  - 上川郡：下川町
- 空知支庁
  - 雨竜郡：幌加内町

## 歴史
- 地名はアイヌ語の「フーレペツ」（赤い川）に由来するとされる。

### 沿革
- 1909年（明治42年）4月1日 - 二級町村制施行により、上川郡多寄村として発足。
- 1924年（大正13年）4月1日 -  一級町村制施行。
- 1938年（昭和13年）
  - 2月6日 - 風連村へ改称。
  - 4月1日 - 多寄村が分村。
- 1953年（昭和28年）2月6日 - 町制施行して風連町となる。西多寄を西風連に、東多寄を東風連に､下多寄を瑞生に改称。
- 2006年（平成18年）3月27日 - 名寄市と合併し、改めて名寄市が発足。同日風連町廃止。

## 経済

### 産業
稲作が盛ん。もち米の産地として知られ、生産量は北海道一。

## 姉妹都市・提携都市
合併消滅時点のもの
- 東京都杉並区
- 群馬県吾妻町

## 教育
合併消滅時点のもの
- 高等学校
  - 北海道風連高等学校
- 小中学校
  - 町立小学校
    - 風連中央小学校
    - 下多寄小学校
    - 日進小（中）学校
    - 東風連小学校

  - 町立中学校
    - 風連中学校
    - 日進（小）中学校

町内には4つの小学校と2つの中学校があった。現在は、北海道風連高等学校は廃校になり、小学校は名寄市立風連中央小学校、中学校は名寄市立風連中学校に統合されている。

## 交通

### 鉄道
- 北海道旅客鉄道（JR北海道）
  - 宗谷本線 : 風連駅 - 東風連駅[注 1]
  - 以前は深名線が町内の山あいを通っていた（ただし、町内に駅はなかった）。1995年（平成7年）に廃止。

### バス
- 名士バス
- 道北バス
- 士別軌道

### 道路
- 一般国道
  - 国道40号
- 都道府県道
  - 北海道道206号下川風連線
  - 北海道道328号風連停車場線
  - 北海道道537号旭士別線
  - 北海道道538号旭名寄線
  - 北海道道729号朱鞠内風連線
  - 北海道道758号パンケ風連線
  - 北海道道798号西風連名寄線
  - 北海道道850号瑞生下士別線
  - 北海道道976号西風連士別線

## 名所・旧跡・観光スポット・祭事・催事

### 観光スポット
- ふうれん望湖台自然公園
- 農産物出荷調整施設の壁画（ミレーの「落穂拾い」）

### 祭事
- ふうれん冬まつり
- 日進スノーフェスティバル
- 白樺まつり
- 風連ふるさとまつり
- 風連神社例大祭